# Saison 2017 des Patriots de la Nouvelle-Angleterre
Chronologie
Précédent Suivant
La saison 2017 des Patriots de la Nouvelle-Angleterre est la quarante-huitième saison de football américain de la franchise américaine en National Football League (généralement désignée par le sigle NFL) et la cinquante-huitième saison de l'histoire de la franchise.
Après avoir remporté le Super Bowl LI lors de la saison précédente, les Patriots continuent de se renforcer avec le recrutement de Stephon Gilmore et de Brandin Cooks.

## Draft
Les Patriots se voient attribuer le 103e choix de la draft en compensation du départ de Jamie Collins pour les Browns de Cleveland. Sanctionné de leur meilleur choix de quatrième tour de cette draft pour le scandale du Deflategate, les Patriots ont été actifs pour recruter des vétérans de la ligue en échangeant des choix.
| Tour | Sélection | Joueur            | Position | Université |
| ---- | --------- | ----------------- | -------- | ---------- |
| 3    | 83        | Derek Rivers      | OLB      | Youngstown |
| 3    | 85        | Antonio Garcia    | OT       | Troy       |
| 4    | 131       | Deatrich Wise Jr. | DE       | Arkansas   |
| 6    | 211       | Conor McDermott   | OT       | UCLA       |